# Shao Hua
Shao Hua, anteriormente conhecida como Zhang Shao Hua (张少华), nascida Chen Anyun (陈安云) (Yan'an, 30 de outubro de 1938 – Pequim, 24 de junho de 2008) foi uma fotógrafa chinesa e major-general do Exército de Salvação Popular.
Shao era nora do falecido líder do Partido Comunista, Mao Tsé-Tung, e esposa do segundo filho de Mao, Mao Anqing, que morreu em 2007. 
Shao nasceu em Yan'an, na província de Shaanxi, uma antiga base para o exército comunista de Mao Tse Tung após a Longa Marcha. 